# Nage
Nage – grupa etniczna z wyspy Flores w prowincji Małe Wyspy Sundajskie Wschodnie w Indonezji. Populacja Nage wynosi 5 tys. osób. Są zaliczani do zespołu ludów bima-sumbajskich.
Są potomkami autochtonicznej ludności wyspy Flores. Wyznają przede wszystkim katolicyzm. Posługują się własnym językiem nage z wielkiej rodziny austronezyjskiej, blisko spokrewnionym z językiem kéo (różnice dotyczą fonetyki i słownictwa). Oba języki są często określane zbiorczą nazwą „nage-kéo”, a sama grupa etniczna również bywa rozpatrywana łącznie z ludem Kéo.
Tradycyjnie zajmują się rolnictwem (rośliny bulwiaste, kukurydza, ryż), łowiectwem i zbieractwem. Żywność przede wszystkim roślinna, mięso spożywają w czasie świąt. Wśród Nage zachowały się kulty agrarne.
Pod względem kulturowym są blisko spokrewnieni z ludami Ende, Lio i Ngada.